# Pyloderma
Pyloderma is een geslacht van sponsdieren uit de klasse van de Demospongiae (gewone sponzen).

## Soorten
- Pyloderma demonstrans Dendy, 1924
- Pyloderma latrunculioides (Ridley & Dendy, 1886)
- Pyloderma spherica (Dendy, 1924)